# Begíjar
Begíjar – gmina w Hiszpanii, w prowincji Jaén, w Andaluzji, o powierzchni 42,79 km². W 2011 roku gmina liczyła 3151 mieszkańców.